# La Libération de la Terre
La Libération de la Terre est une nouvelle de science-fiction de William Tenn.
Parue en 1953, son titre original est The Liberation of Earth. Elle est teintée d'un humour noir et d'un cynisme particulièrement percutants.

## Parutions

### Parutions aux États-Unis
La première publication de la nouvelle a eu lieu dans le magazine Future Science Fiction, numéro de mai 1953.
Elle a été publiée peu de temps après dans le recueil de William Tenn, Of All Possible Worlds, en février 1955 (édition Ballantine Books).
Au total, la nouvelle a été publiée à une vingtaine de reprises entre 1953 et 2010, faisant d'elle l'une des nouvelles les plus connues de l'auteur.

### Parutions en France
La nouvelle a d'abord été publiée en France dans une traduction de Marcel Battin en février 1973 dans la revue Fiction, éditions OPTA, numéro 230, puis ultérieurement en 1984 dans l'anthologie Histoires de guerres futures.

### Parutions dans d'autres pays
La nouvelle est parue :
- en langue allemande sous le titre Die Befreiung der Erde (1972) [3] ;
- en langue néerlandaise sous le titre De Bevrijding van de Aarde (1975) [4].

## Contexte historique
Cette nouvelle est manifestement écrite dans les suites immédiates de la guerre de Corée (1950-1953), qui a vu les nord-coréens et leurs alliés chinois envahir la péninsule coréenne, avant d'être chassés par le corps expéditionnaire américain, qui ont été ensuite refoulés par les coréens-chinois, eux-mêmes refoulés une seconde fois par les Américains. Et pendant ce temps, les souffrances endurées par les civils sont ignorées des belligérants. Dans la nouvelle, les Troxxt et les Dendi peuvent symboliser le comportement cynique et manipulateur des États-Unis et de l'Union soviétique durant la Guerre froide.

## Résumé
« Ceci, donc, est l'histoire de notre Libération. Aspirez l'air et accrochez-vous aux branches. Hola ! Voici l'histoire. C'était en août, un mardi. Ces mots n'ont plus de sens maintenant, tant nos progrès ont été grands ; mais il y a tant de choses connues et discutées par nos ancêtres primitifs, nos pères non libérés et non reconstruits, qui sont dénuées de sens pour nos esprits libres ! »
On apprend que la Terre reçut un jour la visite d'un immense vaisseau spatial extraterrestre. On n'arrivait pas à parler avec les extraterrestres, faute de langage commun, jusqu'au moment où l'on s'est avisé qu'une tribu primitive, qu'on avait oubliée, parlait une langue proche. Après efforts et tâtonnements, on est parvenu à comprendre le message des extraterrestres.
Il existait une Fédération Galactique qui accueillait en son sein de nombreux peuples. Les humains accepteraient-ils d'être considérés comme « planète associée » ? Ils en tireraient profit et s'insèreraient dans le commerce galactique.
Les extraterrestres précisèrent que cette Fédération Galactique, en raison de son esprit de paix, ainsi qu'en raison de sa puissance et de sa richesse, faisait des envieux. Et l'une des espèces envieuses était celle des Troxxt, qui lui avait déclaré la guerre. La Fédération n'a donc pas eu d'autre choix que de faire appel au système Dendi, vieille espèce, sage, respectée, et de surcroît dotée de moyens militaires puissants.
Les Troxxt avaient débarqué non loin de là dans ce secteur de la galaxie. Avides, cruels, il ne fallait pas que la Terre tombe entre leurs mains ! Les humains accepteraient-ils la présence d'une base Dendi sur Terre, dans une optique de défense planétaire ?
Les humains acceptèrent d'être les alliés des Dendi, et concédèrent à ces derniers de vastes espaces pour construire des bases militaires et points d'observation.
L'amour-propre humain fut certes mis à mal quand les Dendi leur demandèrent d'évacuer la ville de Washington D.C et que l'on découvrit que les Dendi voulaient simplement transformer la ville en base de loisirs. Il fut aussi mis à mal quand on découvrit que les forces Dendi correspondaient, grosso modo, au regard des standards galactiques, à un escadron, et que le Grand chef de l'expédition Dendi, loin d'être un grand général, avait l'équivalent du grade de sergent-chef.
Pendant un certain temps, tout se passa bien. Hélas les vaisseaux Troxxt firent un jour apparition au voisinage du système solaire, vers Saturne.
La Guerre Troxxt/Dendi eut lieu. Elle fut féroce, et au cours des batailles qui eurent lieu, des centaines de millions d'humains périrent.
Mais les Troxxt, supérieurs en nombre de vaisseaux et en puissance de feu, détruisirent les forces Dendi.
Ils ressemblaient à des vers de terre, et imposèrent leur loi à la Terre.
Ils expliquèrent toutefois aux humains qu'ils s'étaient fait berner par les Dendi ! Ceux-ci, loin d'être une espèce parmi d'autres de la Fédération Galactique, étaient cette prétendue Fédération, à tendance hégémonique et violente. Beaucoup d'espèce formées d'êtres à protoplasme avaient décidé de s'élever contre cet impérialisme et avaient constitué la Ligue Protoplasmique. Les Troxxt avaient accepté d'en être les leaders, temporairement, le temps de la guerre contre les Dendi.
Les Troxxt décidèrent alors une grande purge parmi les élites des diverses nations terriennes, et la plupart des chefs d'État furent exécutés comme « traîtres au protoplasme ». Puis ils dirent que les humains, et c'était une marque de confiance à leur égard, devaient participer à l'effort de guerre. Un travail forcé fut donc mis en place.
Quelques mois après, de nombreux vaisseaux Dendi arrivèrent près de la Terre, et après une guerre-éclair terrible, anéantit toutes les forces Troxxt sur Terre. Ce fut la troisième Libération. Il y eut bien sûr des dommages collatéraux : Australie désintégrée, villes atomisées, centaines de millions d'humains massacrés, Océan Pacifique empoisonné, forêts en feu, extinction massive d'animaux. Au cours de la bataille, la planète Vénus fut même expulsée du système solaire, modifiant en cela la trajectoire cosmique de la Terre.
Les Dendi grondèrent les humains : comment ceux-ci avaient-ils pu croire aux mensonges éhontés des Troxxt ? quelle naïveté ! quelle bêtise !
Les Dendi s'occupèrent alors de châtier les « collaborateurs Troxxt » en exécutant massivement toutes sortes de gens.
Dix-huit mois plus tard, les Troxxt firent de nouveau leur apparition. Après une énorme explosion atomique sur l'hémisphère nord, il n'y eut guère d'humains à survivre, et c'est à ce moment-là que la Terre acquit sa forme de poire après qu'une partie importante de la planète eut été éparpillée dans l'espace.
Puis le conflit entre les deux espèces extraterrestres changea de lieux, et elles allèrent se battre ailleurs.
La nouvelle se termine par cette morale :
« Ceci se passait il y a neuf générations, mais l'histoire, qui s'est transmise de père en fils, n'a pas perdu beaucoup de ses détails. Je vous l'ai contée presque exactement comme on me la contée. Mon père me la racontait pendant que je courais avec lui de flaque en flaque dans la chaleur desséchante du sable jaune. Ma mère me l'a racontée tandis que nous aspirions de l'air et saisissions frénétiquement les arbrisseaux verts lorsque la planète, au-dessous de nous, était ébranlée par un sinistre spasme géologique qui aurait pu nous faire disparaître au sein de ses entrailles consumées ou par une giration cosmique qui menaçait de nous projeter dans le vide de l'espace.

Pourtant, nous faisions comme maintenant, nous racontions l'histoire en poursuivant notre course effrénée sur des kilomètres et des kilomètres dans une chaleur insupportable à la recherche de nourriture et d'eau ; en menant de farouches batailles contre les lapins géants pour nous jeter, les uns ou les autres, sur la charogne de l'ennemi et toujours, toujours et à jamais, aspirant désespérément cet air précieux qui ne cesse de quitter notre monde en quantités toujours accrues (…).

Nus, mourant de faim et de soif, nous sommes arrivés dans le monde ; et c'est nus, mourant de faim et de soif que nous passons notre vie à courir sous l'énorme soleil immuable.

(…) En regardant autour de nous, nous pouvons dire avec un orgueil excusable que nous avons été aussi complètement libérés qu'il est possible, pour une race et pour une planète, de l'être ! »